# Weissella
Weissella és un gènere de bacteris grampositius, negatius per la catalasa, no formadors d'endòspores i amb morfologia coccoide o de bacil. Aquest gènere pertany al fílum Firmicutes, classe Bacilli, ordre Lactobacillales i la família Leuconostocaceae. En un estudi de l'any 2015 es considerava que el gènere estava compost per dinou espècies vàlidament descrites. Posteriorment se n'ha descrit alguna més.
Només una de les espècies que formen el gènere, Weissella beninensis, presenta motilitat; la resta d'espècies no són mòbils. Els bacteris d'aquest gènere són quimioorganòtrofs anaeròbis amb un metabolisme fermentatiu obligat. No tenen citocroms i fermenten heterofermentativament la glucosa a través de les vies hexosa-monofosfat i fosfocetolasa. Els productes finals d'heterofermentació de glucosa inclouen àcid làctic (amb algunes espècies que produeixen només enantiòmers d [–] i d'altres tant d [–] com l [+] d'àcid làctic), gas (CO2) i etanol o acetat.
Tenen requeriments nutricionals complexos i necessiten pèptids, aminoàcids, hidrats de carboni fermentables, àcids nucleics, àcids grassos i vitamines per al creixement. Totes les espècies creixen a 15 °C i algunes poden créixer fins a 42-45 °C. La producció de dextran, la hidròlisi d'esculina i la producció d'amoníac a partir de l'arginina són característiques variables per a les diferents espècies i es poden utilitzar com a proves fenotípiques per ajudar a la identificació d'espècies. El mateix s'aplica a la fermentació de sucres com la cel·lobiosa, fructosa, galactosa, lactosa, maltosa, melibiosa, raffinosa, ribosa, sacarosa, trehalosa i xilosa.
El contingut en guanina–citosina de les diferents espècies de Weissella oscil·la entre el 37% i el 47%.

## Història
El gènere va ser descrit l'any 1993 per Collins et al., quan estudiaven els microorganismes de salsitxes fermentades a Grècia. Si bé aquests microorganismes eren molt similars a Leuconostoc, presentaven diferències importants en multitud d'anàlisis bioquímics.
A partir d'aquest punt es decidiren a fer estudis més concrets (a nivell fenotípic, bioquímic i de material genètic) i l'anàlisi de 16S rRNA va permetre descriure el nou gènere, Weissella, en homenatge al microbiòleg alemany Norbert Weiss. Aquest fet va obligar a reanomenar alguns microorganismes que estaven inclosos dins el gènere Lactobacillus, com ara Weissella viridescens o Weissella kandleri.

## Hàbitat
Els bacteris del gènere Weissella viuen en hàbitats rics en nutrients. Les diferents espècies del gènere es poden trobar en llocs molt diversos, com en el sòl (on destaca la presència de W. soli), llacs (W. cibaria), pantans (W. cibaria i W. confusa), plantes, i també en el tracte gastrointestinal, sistema urogenital i pell d'animals (també es troben en humans). Un exemple d'això és la presencia de W. cibaria en mostres fecals de pacients sans. En canvi, aquest microorganisme era molt menys freqüent en les mostres de pacients celíacs. Un altre exemple és W. confusa, que es detecta habitualment en pacients sans però no en pacients amb síndrome de l'intestí irritable.
Algunes espècies de Weissella, com W. viridescens, W. halotolerans i W. hellenica, s'associen principalment a la carn i els productes carnis, i es va veure que formen part de la microbiota predominant responsable de les fluctuacions de qualitat dels productes alimentaris envasats i refrigerats. També poden afectar aliments envasats al buit. L'espècie tipus, W. viridescens, s'ha detectat en regions de sediments, en organismes com peixos, i en una gran quantitat de productes fermentats (formatge, llet fermentada, kimchi, etc.).

## Weissellaassociada a infeccions
Algunes espècies del gènere Weissella s'han aïllat de mostres clíniques com ara sang, pell, ferides infectades o femtes d'humans i animals. En un estudi de 2007, es va identificar una espècie de Weissella a la sang d'un pacient com a W. viridescens; també es va aïllar W. cibaria en mostres d'orina, esputs i sang de pacients amb bacterièmia. A part d'aquest estudi, les úniques espècies de Weissella que s'han descrit com a oportunistes són W. confusa i W. ceti. En particular, W. confusa es va aïllar de diversos exemplars humans i clínics en casos d'infeccions polimicrobianes. L'aïllament de les soques d'infeccions polimicrobianes no va permetre determinar una significació clínica inequívoca d'aquesta espècie. Posteriorment, però, aquesta espècie també es va descriure com a agent microbià únic en diverses infeccions que van permetre la descripció de W. confusa com a patogen oportunista. Els factors de risc d'infecció invasiva d'aquest grup inclouen la inserció de catèter de línia central, bacterièmia polimicrobiana concurrent i les deficiències immunitàries, juntament amb la manipulació gastrointestinal mitjançant endoscòpia o una cirurgia que pot permetre la contaminació de Weissella al flux sanguini.
Tal com suggereixen diversos autors, les infeccions causades per Weissella, com les causades per Leuconostoc, es deuen principalment a la seva resistència natural a la vancomicina i normalment es produeixen en casos d'immunosupressió o malaltia subjacent en l'hoste. Tot i això, les infeccions causades per espècies de Weissella generalment són rares, tot i que es pot produir una subestimació com a resultat de la incapacitat dels sistemes d'identificació bacterians comercials [com el kit API CHL API 50 a l'hora d'identificar aquests bacteris ja que s'assemblen molt a estreptococs viridans.

## Weissellaen aliments fermentats

### Peix i carn
Pel que fa a la carn, hi ha múltiples exemples d'aliments en els que s'ha detectat Weissella: en salsitxes fermentades de diverses regions (Grècia, Itàlia, Hongria, Portugal i Turquia) creixen Weissella hellenica, W. paramesenteroides, W. viridescens, W. cibaria i W. halotolerans. Per altra banda, W. cibaria i W. confusa van ser detectades en mostres de Nham (plat característic de Tailàndia que consisteix en carn de porc fermentada). Un estudi fet a Tailàndia ha permès determinar que en un plat típic de la regió (conegut com a Mum, és carn fermentada) s'hi troba present W. thailandensis. També hi ha evidència del creixement d'algunes espècies com W. hellenica, W. viridescens, W. paramesenteroides i W. minor en salami fermentat procedent de Grècia.
Tot i que la gran part dels treballs realitzats s'han basat en carn, en estudis fets a Tailàndia també s'han detectat diverses espècies de Weissella en plats basats en peixos.Alguns exemples són Pla ra, pla ra sub, pla som, pla jom i pla jaw, essent tots aquests peix fermentat en què es va detectar W. cibaria, W. paramesenteroides, W. confusa i W. thailandensis. Un altre cas és la Sidra (aliment consumit en països com la índia i Bhutan), on adquireix importància W. confusa.

### Fruites i vegetals
Dins l'apartat de fruites i vegetals cal fer referència a gran varietat de productes fermentats, amb especial importància d'aquells que provenen de països asiàtics.
Un exemple d'aliment conegut és el kimchi, originari de Corea i que consisteix en verdures fermentades. A nivells generals, hi creixen Weissella soli, W. confusa, W. hellenica, W.cibaria i W. koreensis; de fet, aquesta última espècie va ser aïllada per primer cop a partir d'aquest producte.
Quant a aliments elaborats a Taiwan com Yan-dong-gua (és bàsicament carabassa fermentada), pobuzihi, suan-tsai i fu-tsai (preparats a partir de la fermentació de mostassa), s'hi ha detectat la presència de Weissella cibaria i de W. paramesenteroides. Aquestes dues espècies també són habituals en cogombre fermentat i coliflor.
En aliments com xi-gua-mian (plat típic de Corea que consisteix en síndria fermentada), douchi (característic de la gastronomia xinesa i basat en la fermentació de la soia), tempoyak (dúrio fermentat), només hi ha W. paramesenteroides. Per altra banda, en aliments com Yan jiang i col fermentada s'ha trobat W.cibaria.
Pel que fa a aliments propis d'Europa, en el xucrut (elaborat a Alemanya i Polònia principalment), s'ha aconseguit trobar W. confusa.
La gran quantitat d'aliments vegetals i de fruites fermentats en què creixen una o diverses espècies de Weissella suggereix que aquests microorganismes poden tenir un paper important en l'obtenció de molts d'aquests productes.

### Productes lactis
En aliments com nono (llet fermentada) que és habitualment consumit a Nigèria i nunu (producte similar a l'anterior però característic de Ghana), destaca la presència de Weissella confusa. A la llet fermentada de zebú s'hi troben, com a mínim, W. confusa i W. viridescens), mentre que a la llet fermentada de Mongòlia només es va detectar W. viridescens, i en el shubat (llet de camell fermentada, s'hi ha trobat W. hellenica.
En iogurts també es poden trobar aquests microorganismes, com és els cas del dahi (propi de l'Índia), producte que és molt semblant a un iogurt i en el qual hi ha Weissella cibaria.
Un altre gran grup és el dels formatges. Hi ha treballs que han analitzat formatges de tipus diferents i s'hi han trobat espècies de Weissella. Per exemple, en formatge fet a Romania i també en l'anomenat scamorza altamurana (preparat al sud d'Itàlia) només es va detectar W. viridescens. Altres formatges característics de Mèxic contenen W. thailandensis, i en el cheddar hi ha W. halotolerans i W. viridescens. En un altre formatge molt consumit arreu del món, com és la mozzarella, s'hi va detectar W. hellenica.

### Cereals
Pel que fa als cereals, s'han trobat espècies de Weissellia en diversos aliments com ara el togwa (fet amb sorgo fermentat), el kunu-zaki (aliment de Nigèria preparat amb cereals)o fura (fet amb mill) hi destaca W. confusa.
On s'ha trobat una varietat més gran d'espècies és en els grans de cacau fermentats, en que es van detectar W. confusa, W. ghanensis, W. cibaria, W. fabaria, W. fabalis i W. paramesenteroides.

## Usos probiòtics i tecnològics
Diversos estudis van analitzar diferents espècies de Weissella per veure la seva activitat antimicrobiana. S'ha vist la producció de sis bacteriocines per part de les espècies W. cibaria, W. paramesenteroides i W. hellenica. Entre aquestes, la bacteriocina listericida Weissellin A es va investigar més profundament per la seva aplicació tecnològica en embotits fermentats, mentre que la soca bacteriocinogènica W. hellenica D1501 es va utilitzar amb èxit per millorar la vida útil del tofu.
Amb l'objectiu de desenvolupar aliments probiòtics nous o pinsos probiòtics per a animals, es van dur a terme molts estudis que van aïllar i seleccionar soques de Weissella dels humans, femtes d'animals i també d'una àmplia varietat de matrius d'aliments, incloses les matrius vegetals, fruites, carn curada i lactis, pel seu potencial probiòtic. Tot i això, només alguns estudis van investigar el potencial probiòtic de les soques de Weissella mitjançant estudis in vivo. Un estudi del 2011 va demostrar que la suplementació dietètica amb all fermentat juntament amb W. koorensis en porcs pot millorar el guany mitjà diari i té un impacte positiu en la resposta immunitària durant un procés inflamatori. En un altre estudi es va demostrar que els aïllats de W. cibaria de la saliva dels nens inhibeixen la formació de biofilms in vitro i la proliferació d'un dels principals patògens bacterians de la càries dental, especialment en càries primerenques, Streptococcus mutans. El potencial probiòtic de W. cibaria en el control de la malaltia periodontal, va promoure un estudi que va investigar amb èxit l'estabilitat d'un xiclet probiòtic que contenia W. cibaria, tot i que aquest no ha estat acceptat per la legislació europea, la qual és molt estricta pel que fa als probiòtics.
La capacitat de produir dextran és una de les característiques fenotípiques distintives del gènere Weissella. En particular, les soques de W. confusa i W. cibaria han rebut una gran atenció a causa de la seva capacitat per produir quantitats significatives d'aquest glúcid, juntament amb fructà, heteropolisacàrids i oligosacàrids no digeribles. Aquests darrers estan augmentant interès pel seu potencial prebiòtic, ja que poden disminuir el risc d'infeccions i diarrea, augmentar la funció i el metabolisme de l'intestí i passar pel tracte gastrointestinal i estimular el creixement de bacteris beneficiosos resistents, principalment els bifidobacteris. A banda del seu benefici per a la salut, els oligosacàrids prebiòtics es poden utilitzar en un ampli ventall d'aplicacions en indústries clíniques, cosmètiques i alimentàries com a edulcorants, humectants, possibles agents de control del pes i productes dietètics.
La falta d'aplicació probiòtica i tecnològica d'aquest gènere bacterià es deu al paper com a patògens oportunistes d'algunes espècies i la resistència intrínseca a la vancomicina i d'altres antibiòtics. Per tant, abans de pensar en utilitzar una espècie de Weissella amb finalitats biotecnològiques i probiòtiques, seria necessària una valoració exhaustiva i precisa de la seguretat específica de les diferents espècies i soques.